# Топарська селищна адміністрація
Топа́рська селищна адміністрація (каз. Топар кенттік әкімдігі, рос. Топарская поселковая администрация) — адміністративна одиниця у складі Абайського району Карагандинської області Казахстану. Адміністративний центр — селище Топар.
Населення — 9329 осіб (2021; 9314 у 2009, 9565 у 1999, 10490 у 1989).
Станом на 1989 рік існувала Топарська селищна рада (смт Топар).